# Битва за базу Джавара
«Битва за базу Джавара» — крупномасштабная плановая общевойсковая операция в ходе Афганской войны 1979—1989 годов. Проводилась в труднодоступном горном районе Джавара (округ Хост, провинция Пактия), в зоне афгано-пакистанской границы, с 4 по 20 апреля 1986 года.
Совместная войсковая операция частей и соединений армии ДРА и ОКСВА на широком фронте, с привлечением значительных сил и средств.
- Командование частями армии ДРА осуществляли генерал-лейтенант Азими, а затем — генерал-лейтенант Гарфур.
- Командование частями ОКСВА осуществлял начальник штаба и первый заместитель командующего 40-й армией генерал-майор Ю. П. Греков
- Общее руководство советскими и афганскими войсками осуществлял руководитель Оперативной группы Минобороны СССР генерал армии В. И. Варенников

С советской стороны принимали участие 45-го оисп, 56-й огдшбр (2 батальона), 345-го опдп (2 батальона), авиация.

В период моего пребывания в Афганистане был проведен целый ряд интересных и сложных операций.

Конечно, операция операции — рознь. Одни не оставили никаких воспоминаний. Другие же никогда не поблёкнут. Для меня особо памятны операции в Кунарском ущелье, при штурме базы Джавара, на Парачинарском выступе, районе Кундуза, западнее Герата до базы Кокари — Шаршари на иранской границе в горном массиве Луркох, в районе Лашкаргаха, в провинции Кандагар и непосредственно за Кандагаром.
— из воспоминаний генерала армии В. И. Варенникова

## База Джавара
База Джавара — крупнейший перевалочный пункт афганских моджахедов, через который проходило около 20 % всего объёма поставок из Пакистана.
- Крупный объект пропагандистского значения — использовался как площадка для международной политической пропаганды. В Джавару постоянно привозили сочувствующих моджахедам журналистов и политиков.
- База Джавара представляла укрепрайон и состояла из 41 пещеры. На базе располагались складские и жилые помещения: бункер командования, госпиталь, библиотека, отель, гараж, ремонтная база.
- Собственное энергообеспечение — бензиновый и дизельные генераторы обеспечивали освещение тоннелей и укрытий.
- Охрану базы осуществлял отряд полевого командира Джалалуддина Хаккани,
- В качестве вспомогательной, рабочей и иной силы, использовались обитавшие в данном регионе пуштунские племена.

Генерал армии В. И. Варенников так характеризовал базу Джавара: 

Про штурм Измаила знают, кажется, все. Кое-что слышали и про «линию Мажино». Эти укрепления считались неприступными. Допустимо ли сравнивать их с базой Джавара? Но то, что сама база и оборона вокруг неё построены по последнему слову науки и техники и считались западными, да и восточными спецами неприступными — это неоспоримый факт.

## Операции правительственных войск
Военные действия в апреле 1986 года были второй попыткой захватить базу, предшествующей осенью правительственная армия под непосредственным руководством Шахнаваза Танаи 42 дня осаждала её, но не преуспела.
На этот раз общая численность участников операции составила 6000 человек.
Первый десант отряда специального назначения «коммандос» армии ДРА по ошибке был высажен на территории Пакистана, на горе Даригар. В результате чего он понёс значительные потери (по итогам этого драматического боя из 80 бойцов к своим пробились только 17). В результате моджахеды продолжили блокирование продвижения войск с горы Даригар.
Второй десант тоже понёс большие потери. 5 апреля 1986 года была предпринята высадка групп афганских коммандос на господствующие высоты. В результате утечки информации душманы были осведомлены о десанте заранее и смогли хорошо подготовиться. В результате огнем ПВО были сбиты три вертолёта Ми-17 первой волны и ещё два вертолёта из второй группы. Из 32 афганских бортов участвовавших в высадке 312 бойцов 38-й бригады коммандос не получили повреждений только 8. Эскадрилья фактически полностью потеряла боеспособность. Из пяти потерянных Ми-17 два были сбиты ракетами ПЗРК «Стрела-2», а остальные огнём ДШК и стрелкового оружия. В этот же день над районом операции был потерян афганский истребитель-бомбардировщик Су-22 м, пытавшийся оказать воздушную поддержку высаженному десанту. Только небольшому отряду из 25 коммандос удалось прорвать окружение и вырваться к своим. Командиру этой группы ст.л-ту Джумахану позже было присвоено звание «Герой Демократической Республики Афганистан».
Итоговый успех принёс внезапный манёвр: афганская армия пошла в наступление без артподготовки и добилась результата без особых усилий. Джавара пала, но провести мероприятия по его ликвидации армия не смогла, поэтому вскоре база снова начала функционировать.

## Последствия
Моджахеды забрали с собой часть техники с базы. Например, было два танка Т-55. Однако большая часть припасов базы осталась позади. Афганские силы лишили себя имеющихся припасов. Например, оттуда были вывезены американские принадлежности полевого госпиталя базы, такие как аппарат УЗИ . В одной из пещер был найден танк Т-34 . Однако база Жавар не предназначалась для удержания Афганистаном и Советским Союзом, а было решено её уничтожить. Однако времени было слишком мало. Они хотели побыстрее отойти с места из-за возможных контратак. Угроза заключалась в ловушке в этом районе, и в этом случае для прорыва потребуется ещё одна крупная операция. Моджахеды уже начали обстрел ракетами с пакистанской стороны. До взрывов пещер оставалось всего пять часов. В то же время были заложены мины. После ухода войск моджахеды вернулись уже на следующий день. Некоторые погибли на минах, которые в конце концов были обезврежены. Устья многих туннелей обрушились, но за ними ещё оставалось что-то пригодное для использования.
В Афганистане битву под Джаваром отметили парадами и награждениями. База снова заработала в полную силу всего через неделю после боевых действий. Моджахеды потеряли 281 человека убитыми и 363 ранеными. По данным Афганистана, 2000 человек были убиты и 4000 ранены. Потери афганских и советских войск неизвестны. По данным моджахедов, они убили или ранили около 1500 солдат противника. По данным моджахедов, ими было уничтожено 24 вертолёта, 2 самолёта и захвачено в плен 530 военнослужащих армии ДРА. Двум полковникам ДРА был вынесен смертный приговор. Ещё 78 офицеров получили возможность признать свои преступления в ходе войны, а затем также были казнены. Пленные рядового состава получили амнистию на том основании, что они воевали по призыву, и были освобождены после двух лет принудительных работ.